# Lumír Kantor
Lumír Kantor (* 31. března 1962 Olomouc) je český dětský lékař, soudní znalec a vysokoškolský pedagog, od roku 2016 senátor za obvod č. 61 – Olomouc (za KDU-ČSL).

## Život
V letech 1977 až 1980 se vyučil automechanikem na Odborném učilišti a praktické škole Mohelnice a v dalších letech vystudoval ve stejném městě střední průmyslovou školu silnoproudé elektrotechniky (maturoval v roce 1983). Následně pracoval v opravně elektromotorů.
Později absolvoval Lékařskou fakultu Univerzity Palackého v Olomouci (promoval v roce 1990 a získal titul MUDr.), jeho oborem se stala neonatologie (péče o novorozence). Nejdříve působil jako dětský lékař v Přerově, od roku 1993 pracuje ve Fakultní nemocnici Olomouc, kde byl v letech 1997 - 2023 primářem Novorozeneckého oddělení s JIP. V roce 2003 ukončil postgraduální externí studium na téma Variabilita srdeční frekvence u novorozence v prvních třech dnech života (získal titul Ph.D.). Je členem České neonatologické společnosti České lékařské společnosti J. E. Purkyně, v letech 2005 až 2009, 2013 až 2016 a v roce 2019 byl její předseda (už od roku 1996 člen výboru).
V roce 1999 patřil mezi zakladatele Nadačního fondu Maličkých, kterému i v letech 1999 - 2022 předsedal. Angažuje se také v obecně prospěšné společnosti Sluňákov – centrum ekologických aktivit města Olomouce (mezi roky 2006 a 2013 a opět od roku 2015 jako člen správní rady). Na konci roku 2013 spoluzaložil Nadační fond DĚTI NA DLANI, kde v letech 2014 - 2017 dělal předsedu správní rady. Od roku 2016 je také členem správní rady mobilního hospicu Nejste sami. Je také soudním znalcem, vyučuje na Lékařské fakultě UP v Olomouci.
Lumír Kantor žije v Olomouci, je ženatý a má čtyři děti. Podle svých slov byl velmi určující pro jeho život skauting, který byl za minulého režimu potlačovaný a u jehož obnovy v roce 1989 byl přítomen. V roce 1991 absolvoval skautskou vzdělávací akci - Jesenickou lesní školu. V roce 2018 inicioval obnovení čestného skautského parlamentního oddílu, jehož je od té doby vedoucím.

## Politické působení
Ve volbách do Senátu PČR v roce 2016 kandidoval jako nestraník za KDU-ČSL v obvodu č. 61 – Olomouc. Se ziskem 27,62 % hlasů postoupil z druhého místa do druhého kola, v němž nakonec porazil poměrem hlasů 52,44 % : 47,55 % kandidáta hnutí ANO 2011 Milana Brázdila. Stal se tak senátorem. Od roku 2022 je členem politické strany KDU-ČSL.
V krajských volbách v roce 2020 neúspěšně kandidoval do Zastupitelstva Olomouckého kraje z 25. místa kandidátky subjektu „Spojenci – Koalice pro Olomoucký kraj (KDU-ČSL, TOP 09, Strana zelených, ProOlomouc)“.
Ve volbách do Senátu PČR v roce 2022 obhajoval mandát senátora jako nestraník za KDU-ČSL v obvodu č. 61 – Olomouc. Podporu získal i od TOP 09, Zelených a hnutí ProOl. Svou podporu mu vyjádřili např. také bývalý ministr kultury Daniel Herman, senátoři Pavel Fischer a Jitka Seitlová, ministr práce a sociálních věcí Marian Jurečka, europoslanci Tomáš Zdechovský a Michaela Šojdrová, vojenský historik Eduard Stehlík nebo bývalý olomoucký a opavský senátor Josef Jařab. V prvním kole skončil druhý s podílem hlasů 26,06 %, a postoupil tak do druhého kola, v němž se utkal s kandidátem hnutí ANO Milanem Brázdilem. V něm vyhrál poměrem hlasů 60,07 % : 39,92 %, a obhájil tak mandát senátora.
Ve 14. senátním funkčním období (2022–2024) byl členem Mandátového a imunitního výboru a Podvýboru pro vnitřní bezpečnost a integrovaný záchranný systém (IZS). Rovněž byl místopředsedou Výboru pro zdravotnictví a předsedou Stálé komise Senátu pro práci Kanceláře Senátu.
V současné chvíli je v Senátu předsedou Výboru pro sociální politiku. Také je členem Podvýboru pro vnitřní bezpečnost a integrovaný záchranný systém (IZS). Je členem Senátorského klubu KDU-ČSL a nezávislí. 